# Neoperla hainanensis
Neoperla hainanensis är en bäcksländeart som beskrevs av Yang, D. och C. Yang 1995. Neoperla hainanensis ingår i släktet Neoperla och familjen jättebäcksländor. Inga underarter finns listade i Catalogue of Life.